# غابور ناغي
غابور ناغي (بالمجرية: Nagy Gábor)‏ (30 سبتمبر 1981 بالمجر - ) هو لاعب كرة قدم مجري في مركز الدفاع. شارك مع منتخب المجر تحت 21 سنة لكرة القدم. أما مع النوادي، فقد لعب مع نادي آراو ونادي أويبست ونادي فاساس وAPEP FC ‏ وزومباثلي هالاداس ‏ وGyirmót FC Győr ‏ وRákospalotai EAC ‏.

## وصلات خارجية
- غابور ناغي على موقع قاعدة بيانات كرة القدم.إي يو (الإنجليزية)
- غابور ناغي على موقع Soccerway.com (الإنجليزية)